# Shalford (Essex)
Shalford – wieś w Anglii, w hrabstwie Essex, w dystrykcie Braintree. Leży 23 km na północ od miasta Chelmsford i 65 km na północny wschód od Londynu.